# Ниски Бескиди
Ниските Бескиди (на полски: Beskidy Środkowe; на словашки: Nízke Beskydy) е планина, простираща се на протежение около 80 km от запад на изток, в крайната северозападна част на Източните Карпати (западен участък на Източните Бескиди), по границата между Полша и Словакия. На запад чрез Таличкия проход (680 m) се свързва със Западните Бескиди (част от Западните Карпати), а на изток чрез Лупковския проход (640 m) – с планината Бешчади (източен участък на Източните Бескиди). Максимална височина връх Бусов (1002 m, 49°23′16″ с. ш. 21°09′47″ и. д. / 49.387778° с. ш. 21.163056° и. д.), издигащ се в крайната ѝ западна част, на словашка територия. Планината е изградена основно от флишеви скали, като за нея са характерни полегати северни и южни склонове и заоблени върхове. В централната си част е прорязана от прохода Дукля (500 m н.в.). Северните склонове на Ниските Бескиди се отводняват от реките Ропа, Вислока, Яселка, Вислок и др., принадлежащи към водосборния басейн на Висла, а южните склонове – от реките Ондава, Лаборец и др., принадлежащи към водосборния басейн на река Тиса. Южните и склонове са покрити с дъбови и букови гори, а северните – с букови и иглолистни. По северното им подножие, на полска територия са разположени градовете Горлице, Ясло, Кросно, Санок и др., а по южното, на словашка територия – градовете Бардейов, Свидник, Стропков, Медзилаборце и др.

## Топографска карта
- М-34-Г М 1:500000[2]